# 617 Patroclus

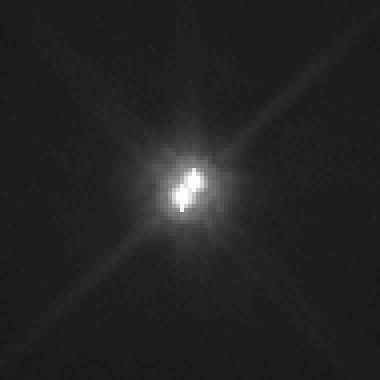
617 Patroclus

617 Patroclus eller 1906 VY är en dubbelasteroid sammansatt av två objekt med jämförbar storlek som roterar runt en gemensam punkt. Den är klassificerad som en Trojansk asteroid som delar omloppsbana med Jupiter. Den upptäcktes 17 oktober 1906 av den tyske astronomen August Kopff i Heidelberg. Att asteroiden var dubbel upptäcktes 2001 och namnet Patroclus syftar numer på den större av objekten, medan den mindre har fått namnet Menoetius med den officiella beteckningen (617) Patroclus I Menoetius. Namnet Patroclus anspelar på följeslagaren till hjälten Akilles, i den grekiska mytologin, Patroklos.
Nyligen gjorda observationer visar att objekten mer liknar isiga kometer än steniga asteroider.
Dubbelasteroid har föreslagits som ett delmål för NASAs planerade rymdsond Lucy.

## Omloppsbana
Patroclus omloppsbana följer Jupiters lagrangepunkt L5, som kallas det 'trojanska lägret' efter en av sidorna i det legendariska trojanska kriget. Patroclus är det enda objektet i det trojanska lägret som har fått namn efter en grek, då man först efter namngivningen gjorde överenskommelsen att benämna trojanerna efter vilken lagrangepunkt de befinner sig i. På samma sätt kom Hektor att råka befinna sig som ensam trojan i det grekiska lägret.

## Dubbelasteroid
Under 2001 upptäcktes att Patroclus är en dubbelasteroid, sammansatt av två objekt av likvärdig storlek. En grupp stronomer ledda av Franck Marchis mätte noggrant upp omloppsbanan för systemet med hjälp av Keck-observatoriet i februari 2006. De beräknade att de två objekten kretsar kring sitt masscentrum på 4,283±0,004 dygn på ett avstånd av 680±20 km, och beskriver en närmast cirkulär bana. I kombination med observationer gjorda i november 2000, har gruppen beräknat storleken på objekten. Det något större objektet mättes upp till 122 km i diameter och behåller namnet Patroclus, medan det mindre objektet som mäter 112 km i diameter har fått namnet Menoetius, efter hjälten Patroklos far, som tros vara en av argonauterna. Dess tillfälliga beteckning var S/2001 (617) 1.

## Fysisk sammansättning
Med tanke på att objektens densiteten (0,8 g/cm³) är mindre än vatten och är en tredjedel av stens densitet, har gruppen av forskare under ledning av F. Marchis föreslagit att Patroclus-systemet som man tidigare trodde var ett par steniga asteroider, istället är mer lika kometer till sin sammansättning. Det misstänks att många av de trojanska asteroiderna fångades upp av Jupiter-Solen-systemets lagrangepunkter under gasjättarnas vandring för 3,9 miljarder år sedan. Detta scenario föreslogs av A. Morbidelli med kollegor i en serie artiklar publicerade i majnumret 2005 av tidskriften Nature.